# Estación de Reinosa
Reinosa es una estación ferroviaria situada en la ciudad española de Reinosa, en la comunidad autónoma de Cantabria. Dispone de servicios de Larga Distancia y Media Distancia. Forma parte también de la línea C-1 de Cercanías Cantabria operada por Renfe. Las instalaciones se encuentran situadas junto a la estación de autobuses de Reinosa.

## Situación ferroviaria
La estación se encuentra en el punto kilométrico 426,172 de la línea férrea de ancho ibérico Palencia-Santander a 851,2 metros de altitud, entre las estaciones de Mataporquera y Río Ebro. Históricamente dicho kilometraje se corresponde con el trazado Madrid-Santander por Palencia y Alar del Rey. El tramo es de vía única y está electrificado.

## Historia
La estación fue abierta al tráfico el 27 de abril de 1857 con la apertura del tramo Alar-Reinosa de la línea que pretendía unir Alar con Santander. Su construcción fue obra de la «Compañía del Ferrocarril de Isabel II», que en 1871 pasó a llamarse Nueva «Compañía del Ferrocarril de Alar a Santander», ya que el acceso al trono de Amadeo de Saboya hacía poco recomendable el anterior nombre. Mientras se producía la construcción de la línea, la Compañía de los Caminos de Hierro del Norte de España por su parte había logrado alcanzar Alar por el sur uniéndola así a su red que incluía conexiones con Madrid y que se dirigía a buen ritmo a la frontera francesa. En dicho contexto la línea a Santander era más que apetecible para la compañía que finalmente se hizo con ella en 1874. «Norte» mantuvo la titularidad de la estación hasta que en 1941 se decretó la nacionalización del ferrocarril en España y la misma fue integrada en la recién creada RENFE.
Desde el 31 de diciembre de 2004 Renfe Operadora explota la línea mientras que Adif es la titular de las instalaciones ferroviarias.

## La estación
Está ubicada en la parte sur de la ciudad, aunque bastante cerca del centro y junto a la Estación de autobuses de Reinosa. Posee un amplio edificio para viajeros de base rectangular y dos alturas que se complementa con dos anexos laterales de planta baja. Cuenta con dos andenes, uno lateral, cubierto parcialmente con una marquesina metálica adosada y otro central sin cubrir. Dispone de un total de siete vías de las cuales solo dos tienen acceso a andén, el resto son de apartado o conducen a unos muelles de mantenimiento usado por los trenes de cercanías. La estación dispone de aseos y de ventanilla de información y venta de billetes, abierta en el horario de la circulación de cercanías.

## Servicios ferroviarios

### Larga Distancia
A través de sus trenes Alvia la estación se une con Santander y con Madrid y Alicante. Hay un mínimo de 2 trenes en cada sentido.

### Media Distancia
Los trenes de Media Distancia que unen Valladolid y Palencia con Santander tienen parada en la estación. La frecuencia mínima es de dos trenes diarios en ambos sentidos.

### Cercanías
Forma parte de la línea C-1 de la red de Cercanías Cantabria de la cual es su terminal sur. Ocho trenes en cada sentido unne Reinosa con Santander. En el mejor de los casos el trayecto se cubre en algo más de hora y media.